# Isola Ommundsen
L'isola Ommundsen (in inglese Ommundsen Island) è una piccola isola antartica facente parte dell'arcipelago Windmill.
Localizzata ad una latitudine di 66° 19' sud e ad una longitudine di 110°13' est, l'isola si trova appena ad est dell'Isola Midgley. La zona è stata mappata per la prima volta mediante ricognizione aerea durante l'operazione Highjump e l'operazione Windmill, negli anni 1947-1948. È stata intitolata dalla US-ACAN a A. Ommundsen, membro del team della base Wilkie dell'anno 1958.